# Battaglia della cittadella di Vicenza
La Battaglia della cittadella di Vicenza fu uno scontro consumatosi all'interno della città di Vicenza tra il 26 e il 29 novembre 1509, durante la Guerra della Lega di Cambrai.
Nel maggio 1509, a seguito della pesante sconfitta patita nella Battaglia di Agnadello, pareva che l'esercito veneziano fosse destinato a subissare, insieme alla Repubblica di Venezia. Infatti, durante l'estate gli eserciti della Lega di Cambrai, cioè quelli del Sacro Romano Impero, del Regno di Francia, del Marchesato di Mantova, dello Stato Pontificio e del Ducato di Ferrara, invasero il Veneto.
La Serenissima riuscì tuttavia a resistere e in ottobre, dopo il fallimento dell'Assedio di Padova, il comandante dell'esercito francese Jacques de la Palice lasciò il Veneto per dirigersi a Milano, abbandonò il campo di battaglia pure l'Imperatore del Sacro Romano Impero Massimiliano I, che si diresse a Trento.
La partenza dell'Imperatore consentì ai veneziani di riconquistare, a partire dal 14 novembre, parte del Veneto, tanto che il 26 novembre i vicentini aprirono le porte della città ad Andrea Gritti. Tuttavia, il generale imperiale Rodolfo d'Anhalt non lasciò la città e si chiuse nella cittadella assieme ai soldati posti all'interno della città, con l'obiettivo di resistere ad oltranza. Prese così vita un combattimento che durò tre giorni, fino a quando il 29 novembre la guarnigione non si ritrovò costretta a capitolare.